# 划分水陆

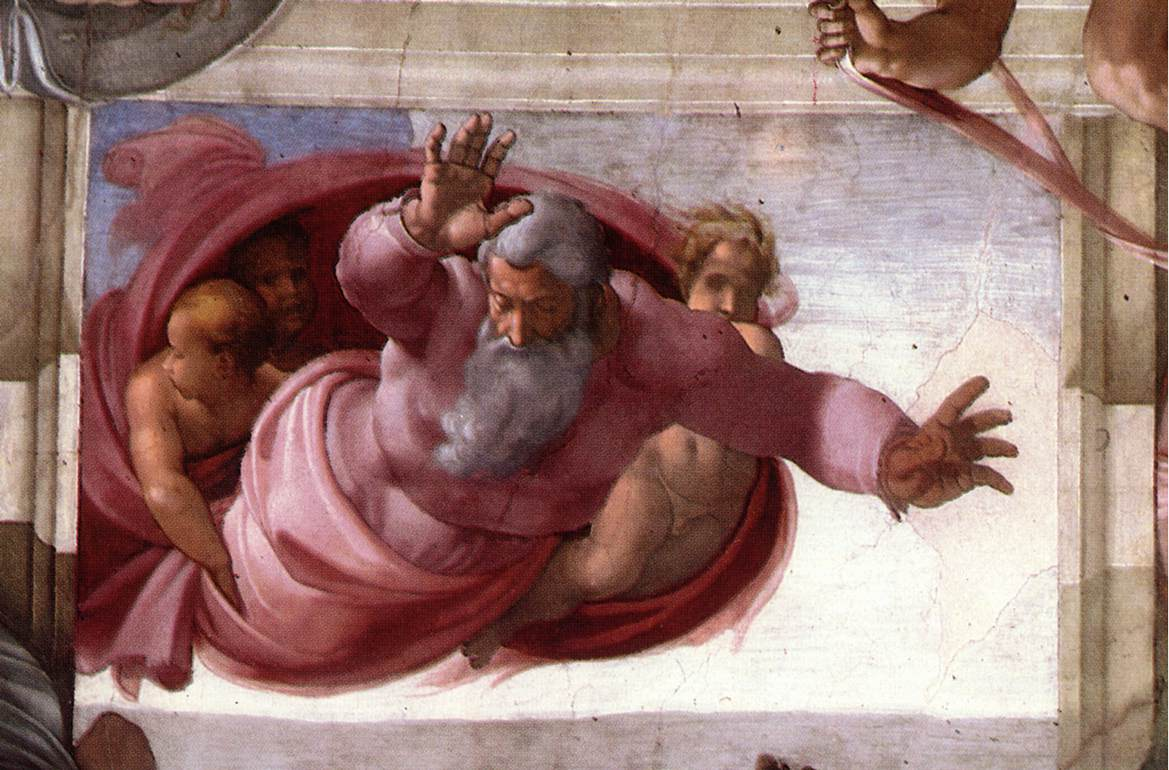

划分水陆（Separazione della terra dalle acque）是米开朗基罗在罗马梵蒂冈博物馆中西斯汀小堂天花板九幅湿壁画中的第三幅，尺寸为155x270厘米，绘制于1511年10月至1512年10月，订制者为儒略二世。
按照圣经文本的顺序，“划分水陆”本应是第二幅画，但是《创造日月星辰和植物》需要较大的画幅，于是调整了顺序。
画中上帝漂浮在灰蓝色的广阔水域上，身影向观者倾斜而来，双臂张开，姿态有力而专横，目光集中在他创造的对象上。瓦萨里描述了这种迷幻效果：“你在天花板里看到一个你护送的人，你在小堂里不断地向各个方向转动”。

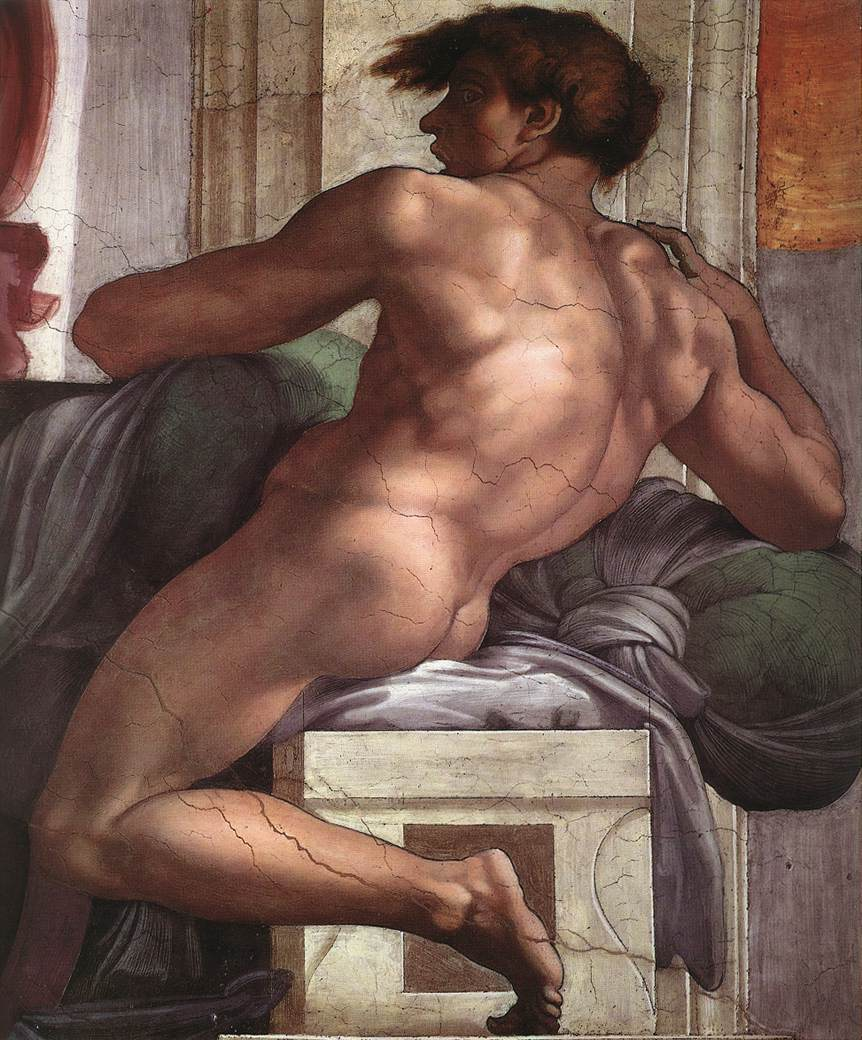

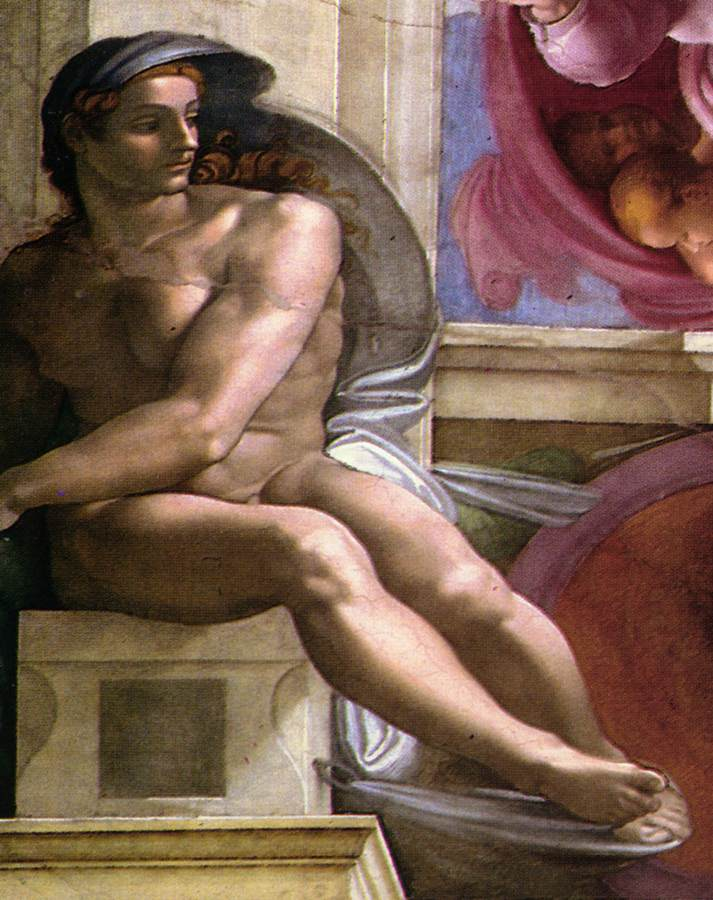
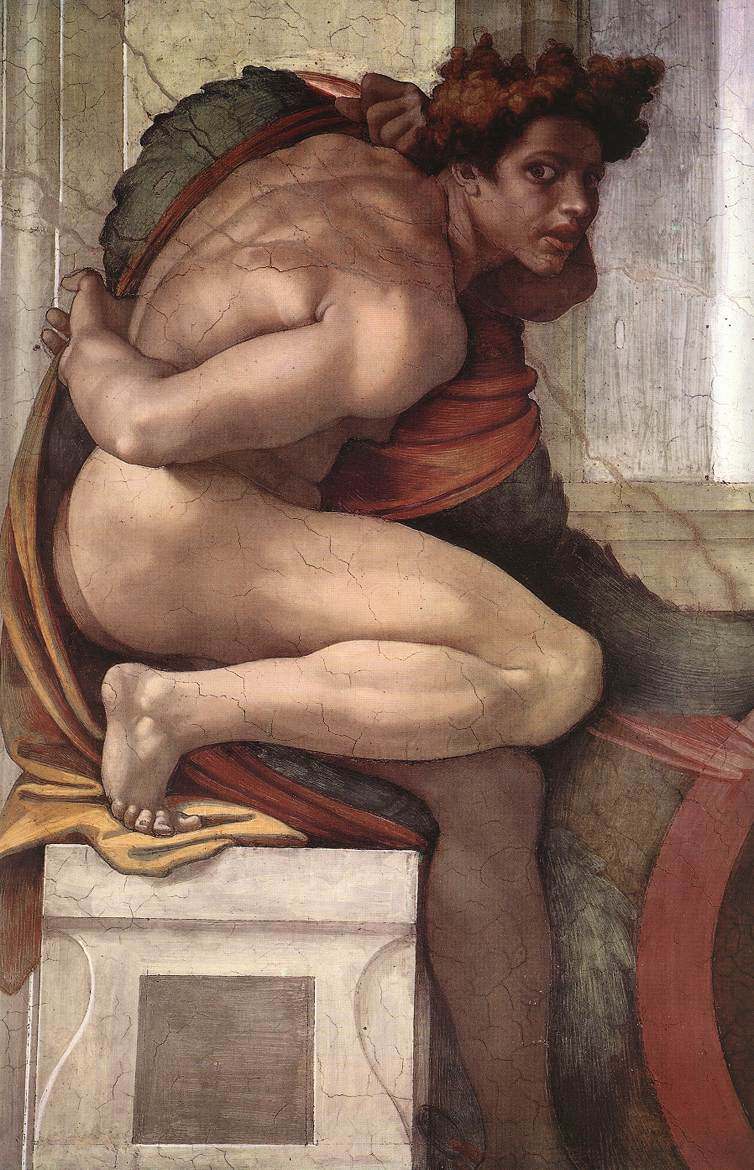
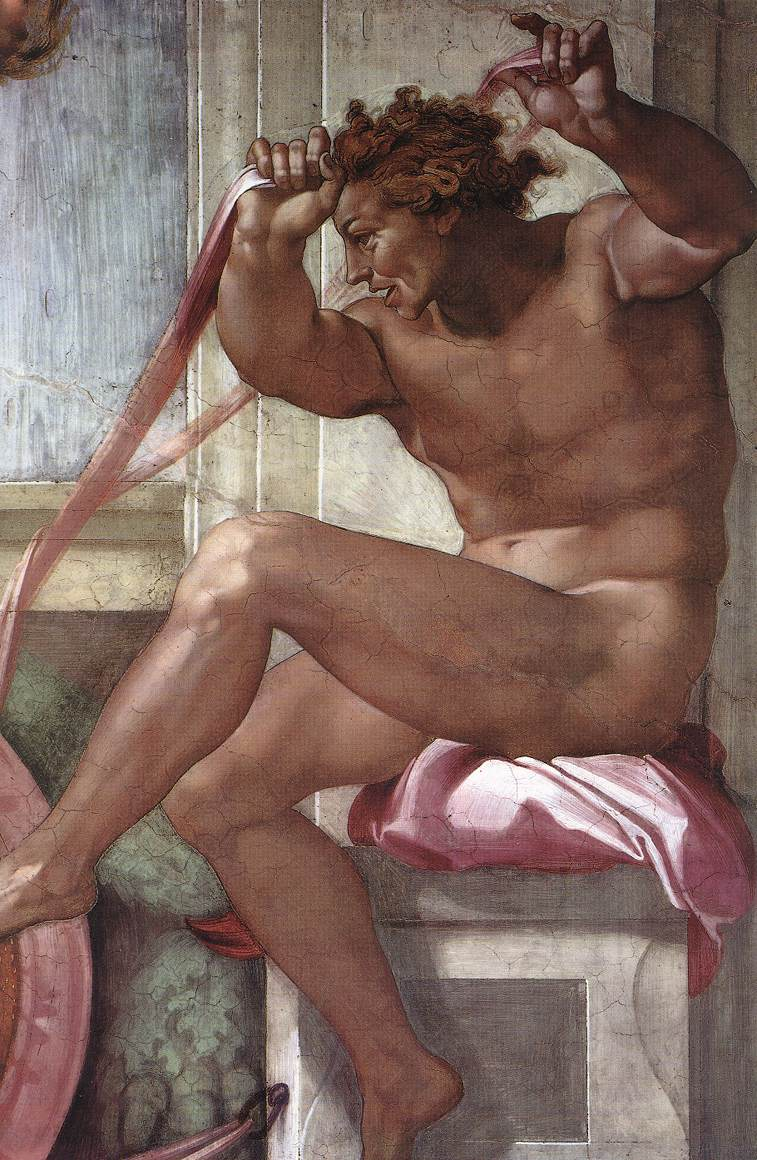